# Writers Guild of America Award
Writers Guild of America Award é uma premiação concedida anualmente a produções de cinema, televisão e rádio pela Writers Guild of America, East e Writers Guild of America, West desde 1949. Em 2004, a cerimônia foi televisionada pela primeira vez.
O prêmio cinematográfico é destinado a filmes exibidos na região de Los Angeles durante o ano anterior. Já os prêmios televisivos são para séries produzidas e transmitidas entre 1 de dezembro do ano anterior e 30 de novembro do ano atual, independente do número de episódios exibidos durante o período.